# Zhu Ang
Zhu Ang (ur. 13 lutego 1984) – chińska judoczka.
Startowała w Pucharze Świata w 2006 i 2009. Brązowa medalistka igrzysk Wschodniej Azji w 2009 roku. Uczestniczka turniejów międzynarodowych.